# 우리의 마지막 발명품
우리의 마지막 발명품: 인공지능과 인류 시대의 종말(Our Final Invention: Artificial Intelligence and the End of the Human Era)은 미국의 작가 제임스 배럿이 2013년에 쓴 논픽션 책이다. 이 책은 인간 수준의 (AGI) 또는 초인적인 (ASI) 인공지능의 잠재적 이점과 가능한 위험에 대해 논한다. 이러한 위험에는 인류의 멸종이 포함된다.

## 요약
제임스 배럿은 AI 개념, AI 역사, 그리고 엘리저 유드코프스키와 레이 커즈와일을 포함한 저명한 AI 연구자들과의 인터뷰를 엮는다. 이 책은 인공 일반 지능이 재귀적 자기 개선을 통해 어떻게 인공 초지능이 될 수 있는지에 대한 설명으로 시작한다. 다음 장에서 이 책은 AI의 역사를 다루며, I. J. 굿의 연구에서부터 오늘날 이 분야의 연구자들의 연구와 아이디어까지 설명한다.
책 전반에 걸쳐 배럿은 인공 초지능이 인간의 존재에 가하는 위협에 초점을 맞춰 경고하는 어조를 취한다. 배럿은 가장 지능적인 인간보다 몇 배나 더 지능적인 존재의 행동을 통제하거나 심지어 예측하는 것이 얼마나 어려운지 강조한다.

## 반응
2013년 12월 13일, 언론인 맷 밀러는 자신의 팟캐스트, "This... is interesting"에서 배럿을 인터뷰했다. 이 인터뷰와 배럿의 책 "우리의 마지막 발명품"과 관련된 내용은 밀러의 워싱턴 포스트 주간 칼럼에 실렸다.
글로벌 재앙 위험 연구소의 전무이사이자 배럿이 자신의 책에서 인용한 인물 중 한 명인 세스 바움은 사이언티픽 아메리칸의 "초대 손님" 블로그에서 이 책을 호평하며, 레이 커즈와일이 자신의 책 특이점이 온다에서 제시한 비전에 대한 환영할 만한 반대 의견이라고 평했다.
게리 마커스는 배럿의 주장인 "자기 보존과 자원 획득 경향은 충분히 복잡하고 목표 지향적인 시스템에 내재되어 있다"는 것에 의문을 제기하며, 현재의 AI에는 그러한 욕구가 없다고 지적한다. 그러나 마커스는 "기계의 목표는 더 똑똑해짐에 따라 변할 수 있다"고 인정하며, "배럿이 이러한 중요한 문제에 대해 질문하는 것이 옳다"고 생각한다.
"우리의 마지막 발명품"은 허핑턴 포스트가 선정한 2013년 최고의 기술 서적이었다.

## 같이 보기
- 인공지능
- 인공지능의 윤리
- 기술적 특이점
- AI box
- 친절한 인공지능